# Слава (Челябинская область)
Слава — посёлок в Красноармейском районе Челябинской области России. Входит в состав Лазурненского сельского поселения.

## География
Посёлок находится на северо-востоке Челябинской области, в лесостепной зоне, на северо-западном берегу озера Сугояк, на расстоянии 14 километров по прямой к северо-западу от села Миасского, административного центра района. Абсолютная высота 214 метров над уровнем моря.

## Население
| 2002 | 2010 |
| ---- | ---- |
| 379  | ↘352 |

Гендерный состав
По данным Всероссийской переписи населения 2010 года в гендерной структуре населения мужчины составляли 48,3 %, женщины — 51,7 %.
Национальный состав
Согласно результатам переписи 2002 года, в национальной структуре населения русские составляли 66 %.Остальные: татары, башкиры и эстонцы.

## Улицы
Уличная сеть посёлка состоит из девяти улиц и одного переулка.